# ダンデリード市

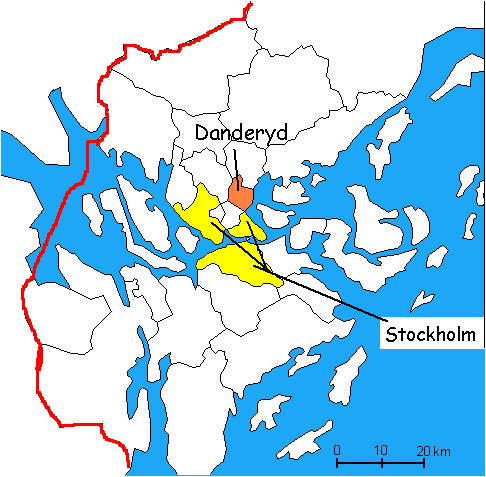
ストックホルム県におけるダンデリード市の位置（オレンジ色の地域）

ダンデリード市章

ダンデリード市（ダンデリードし、スウェーデン語: Danderyds kommun [ˈdânːdɛˌryːd] ( 音声ファイル)）は、スウェーデンのストックホルム県にある市。県のほぼ中央部に位置し、地方としてはウップランド地方に属する。2021年12月31日現在の人口は32,803人（スウェーデン統計局調べ）。面積は 33 km2と国内でも最も小さい市の一つである。